# Osservatorio del Teide
L'osservatorio del Teide, conosciuto anche come osservatorio di Izaña, è un osservatorio astronomico di proprietà dell'Instituto de Astrofísica de Canarias e, insieme all'Osservatorio del Roque de los Muchachos, forma il complesso osservativo dell'Osservatorio europeo dell'emisfero nord. È situato sul massiccio di Izaña, a 2.400 metri di quota, nell'isola di Tenerife.

## Storia
Le osservazioni astronomiche sul Teide hanno una lunga storia, partendo dalla metà del XIX secolo, quando Piazzi Smyth vi rimase per un periodo di tre mesi e battezzò i Montes Teneriffe sulla Luna, in onore dell'omonima isola. Gli studi astronomici proseguirono agli inizi del XX secolo, con il francese Jean Mascart che nel 1910 andò sulle cime di Guajara (2718 m di altitudine) per compiere degli studi sulla Cometa di Halley. L'importanza del Teide si consolida nel 1964 con la costruzione da parte dell'Università di Bordeaux di un primo telescopio per degli studi riguardanti la luce zodiacale sul massiccio di Izaña, dove già dal 1916 era presente una stazione meteorologica. Nel 1979 quest'osservatorio diventa anche il luogo di nascita dell'eliosismologia e col passare degli anni arriva ad ospitare i principali telescopi solari europei, tra i quali è prevista la costruzione dello European Solar Telescope.

## Telescopi

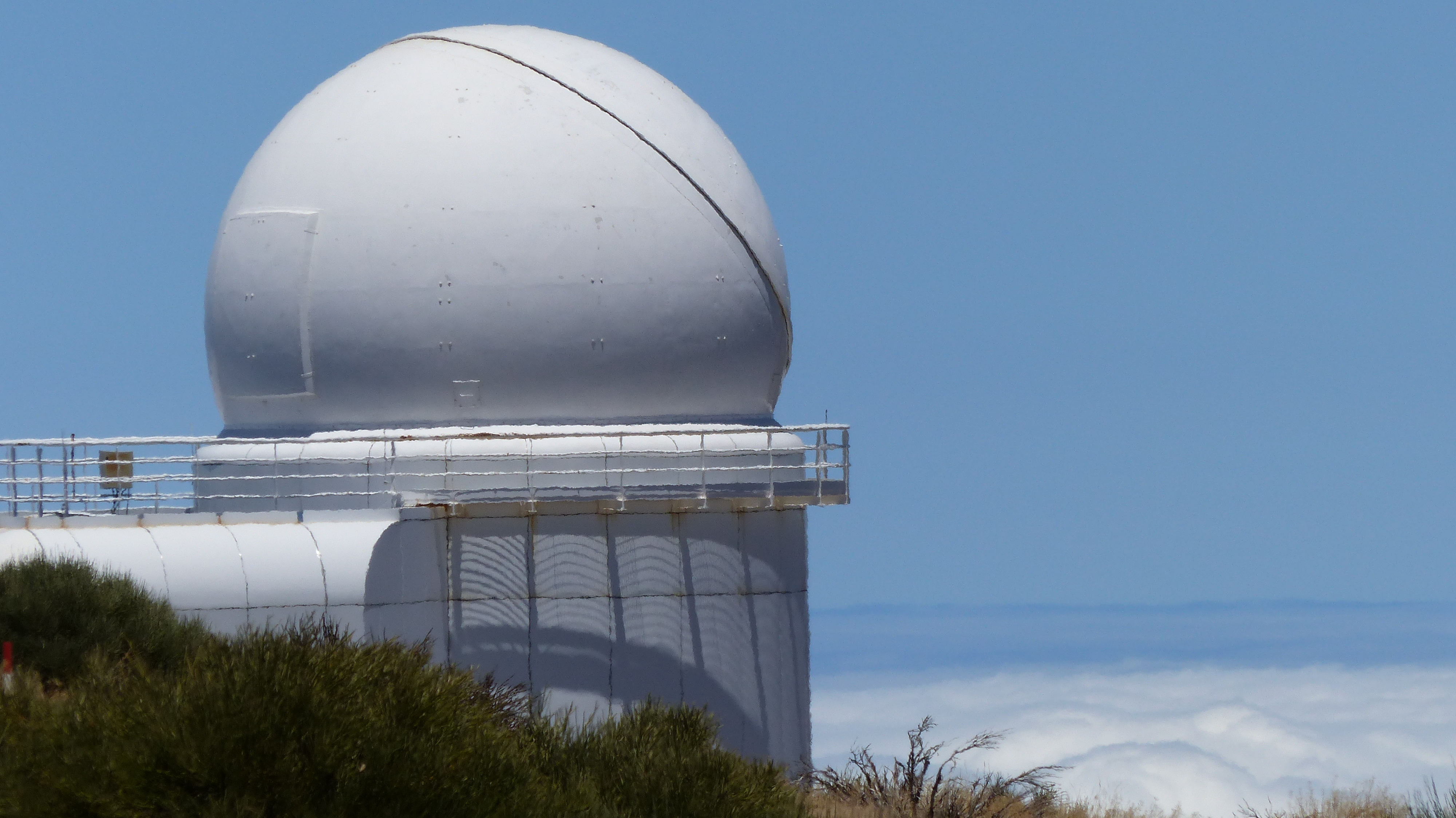
Telescopio Themis

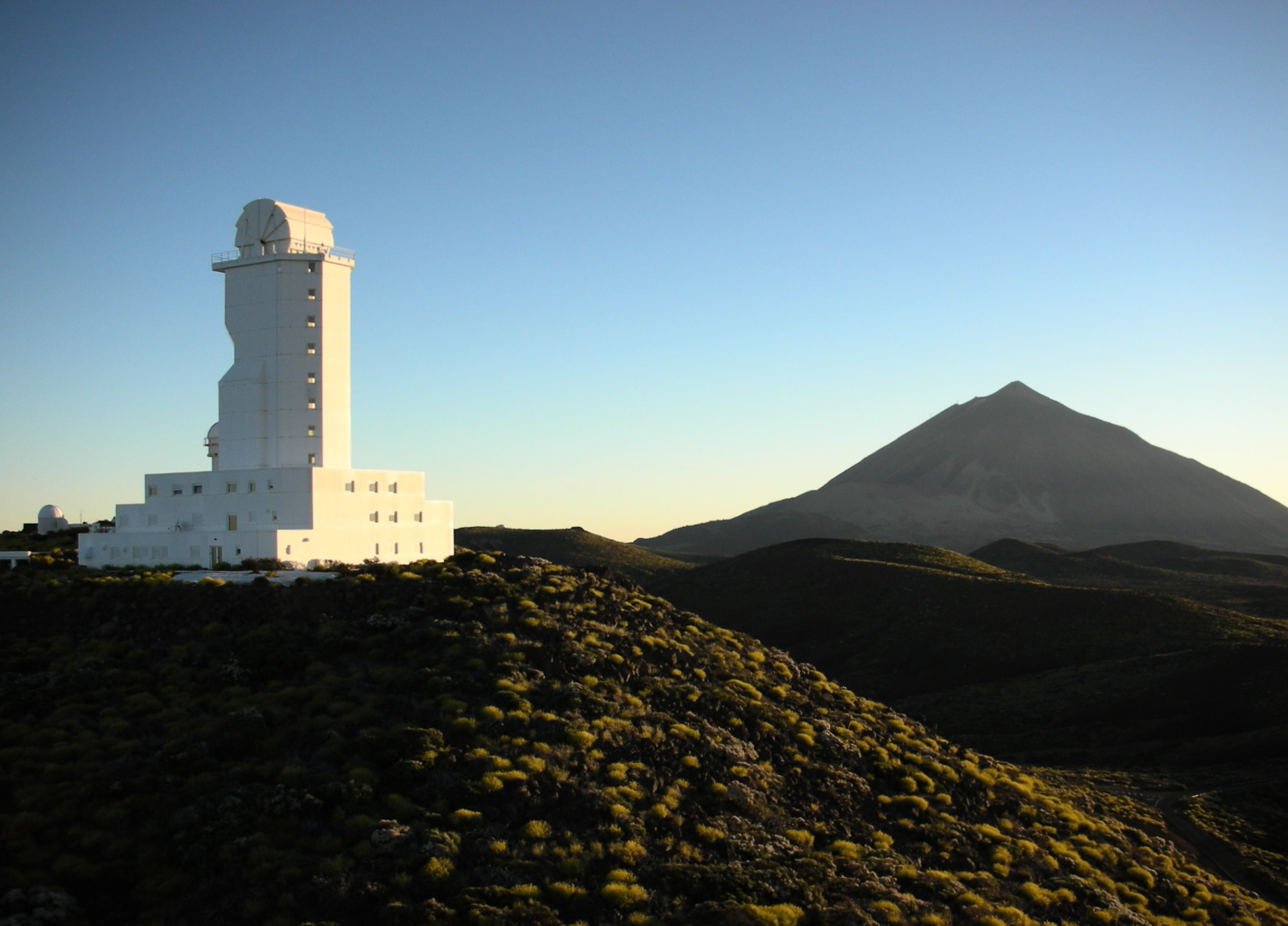
Telescopio VTT

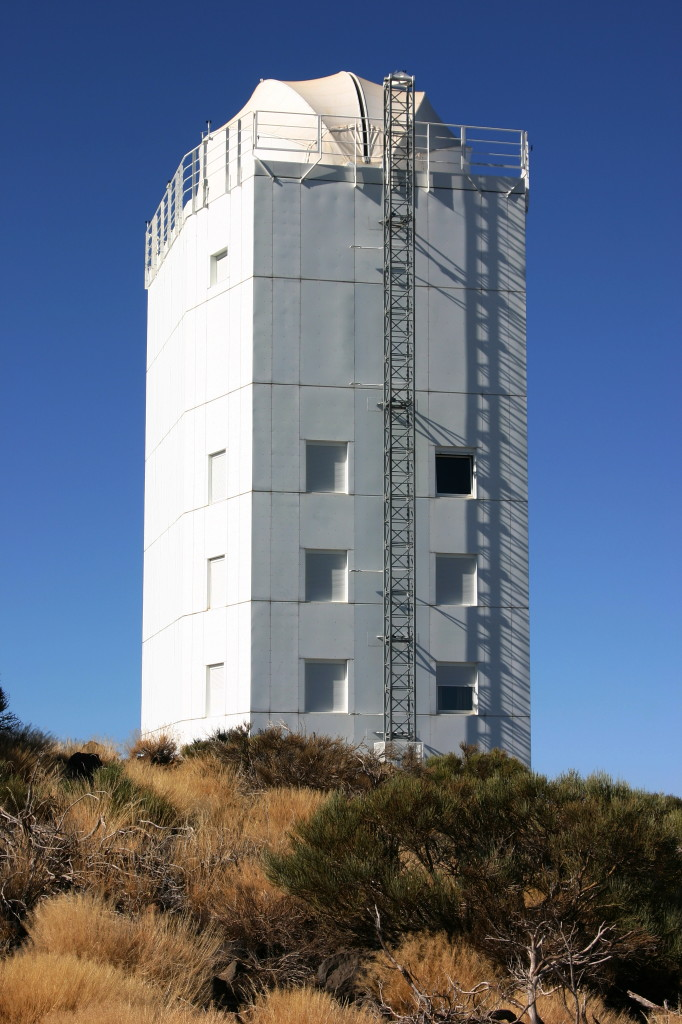
Telescopio GREGOR

Le Canarie, insieme al Cile e alle Hawaii, sono tra le migliori località sulla Terra per osservare il cielo e attualmente l'osservatorio del Teide ospita i migliori telescopi solari europei, mentre il vicino osservatorio del Roque de los Muchachos viene impiegato per lo più nelle osservazioni notturne.

- Telescopio solare GREGOR: con apertura di 1,5 m è il più grande telescopio solare d'Europa. È un progetto tedesco, atto a misurare il campo magnetico e il movimento del gas nella fotosfera e nella cromosfera, oltre che per spettroscopia stellare ad alta risoluzione.
- THEMIS, telescopio solare italo francese, con apertura di 90 cm e costruito nel 1996.
- Vacuum Tower Telescope, telescopio solare tedesco in uso dal 1988 e con apertura di 70 cm.
- Telescopi QUIJOTE, due telescopi da 2,25 m dedicati a determinare, da una parte, la polarizzazione dell’emissione della Via Lattea e, dall’altra, la radiazione cosmica di fondo.
- Telescopio Carlos Sanchez, telescopio riflettore con uno specchio primario del diametro di 1,52 m, viene impiegato per osservazioni nella banda infrarossa su lunghezze d'onda comprese tra 400 nm e 920 nm. È stato costruito originariamente nel Regno Unito, per poi essere trasferito in spagna nel 1983.[4]
- Optical Ground Station, un telescopio riflettore con specchio del diametro di 1 m, che si occupa di fungere da stazione ottica di terra per il satellite Artemis, di fare ricerche sui detriti spaziali, testare le osservazioni di oggetti NEO, oltre che di osservazioni astronomiche notturne.
- Telescopio IAC 80, con specchio del diametro di 80 cm, è stato installato nel 1991 e da allora ha compiuto diverse scoperte astronomiche, tra le quali Teide 1, la prima nana bruna ad essere scoperta.

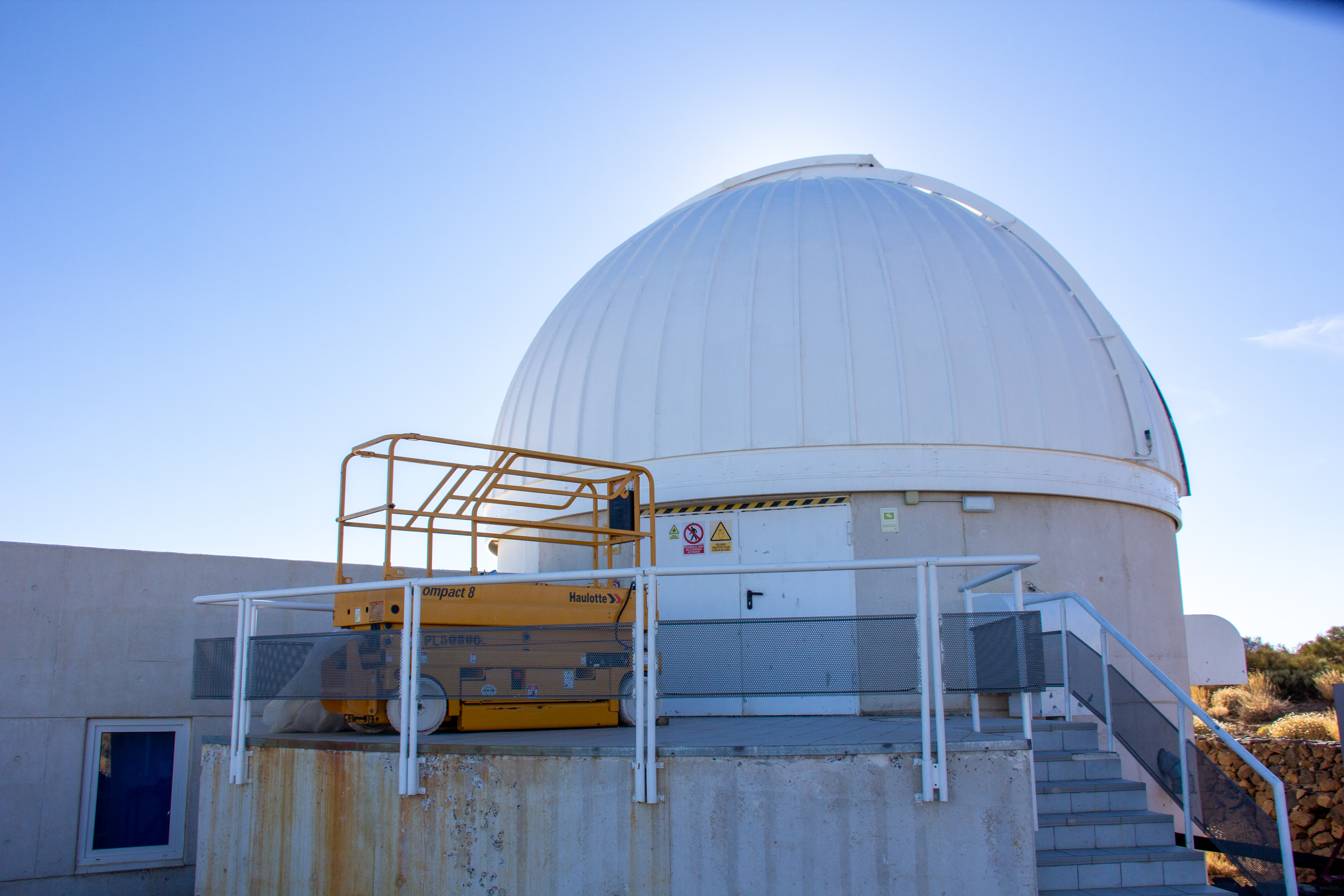
Cupola del telescopio IAC 80
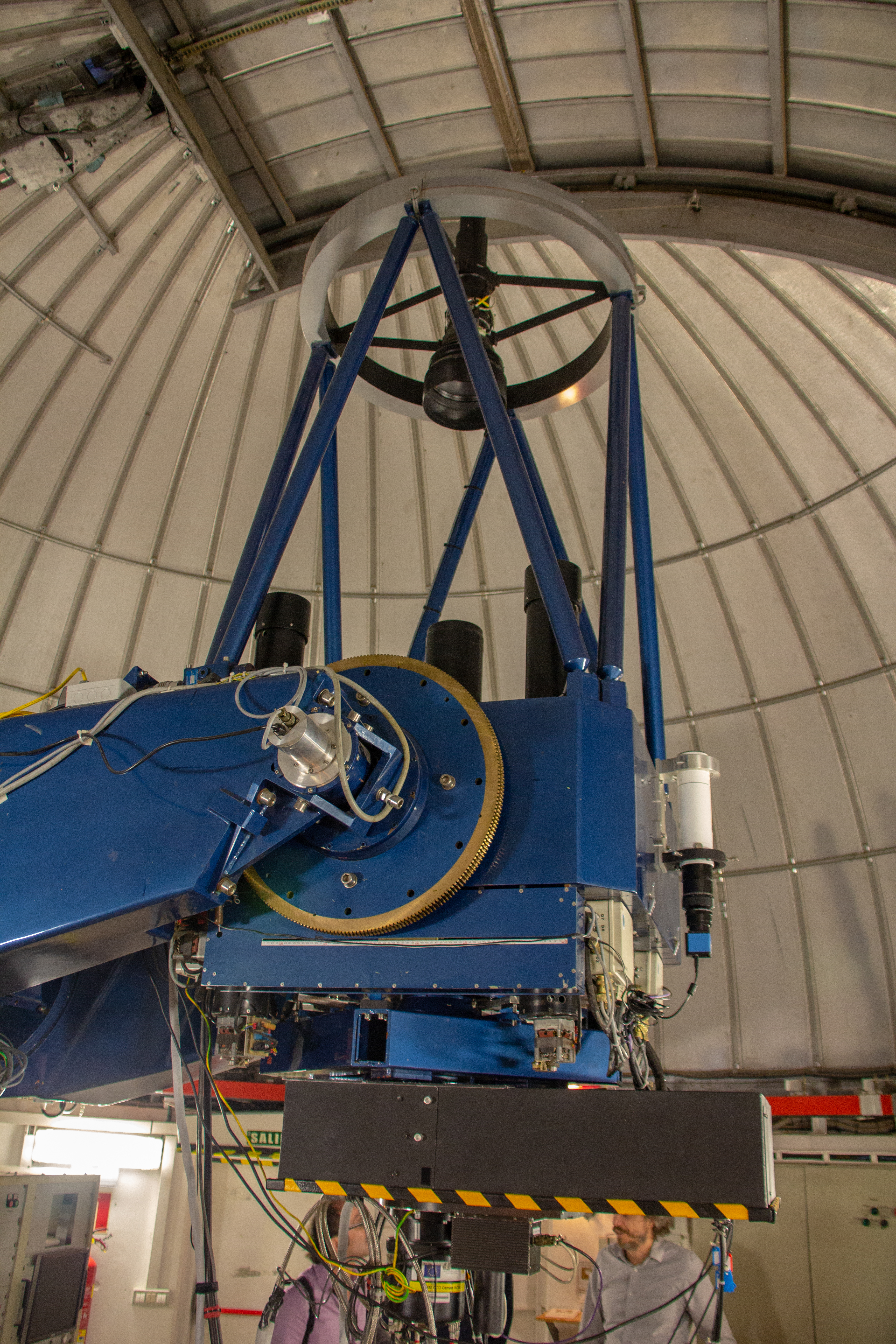
Telescopio IAC 80
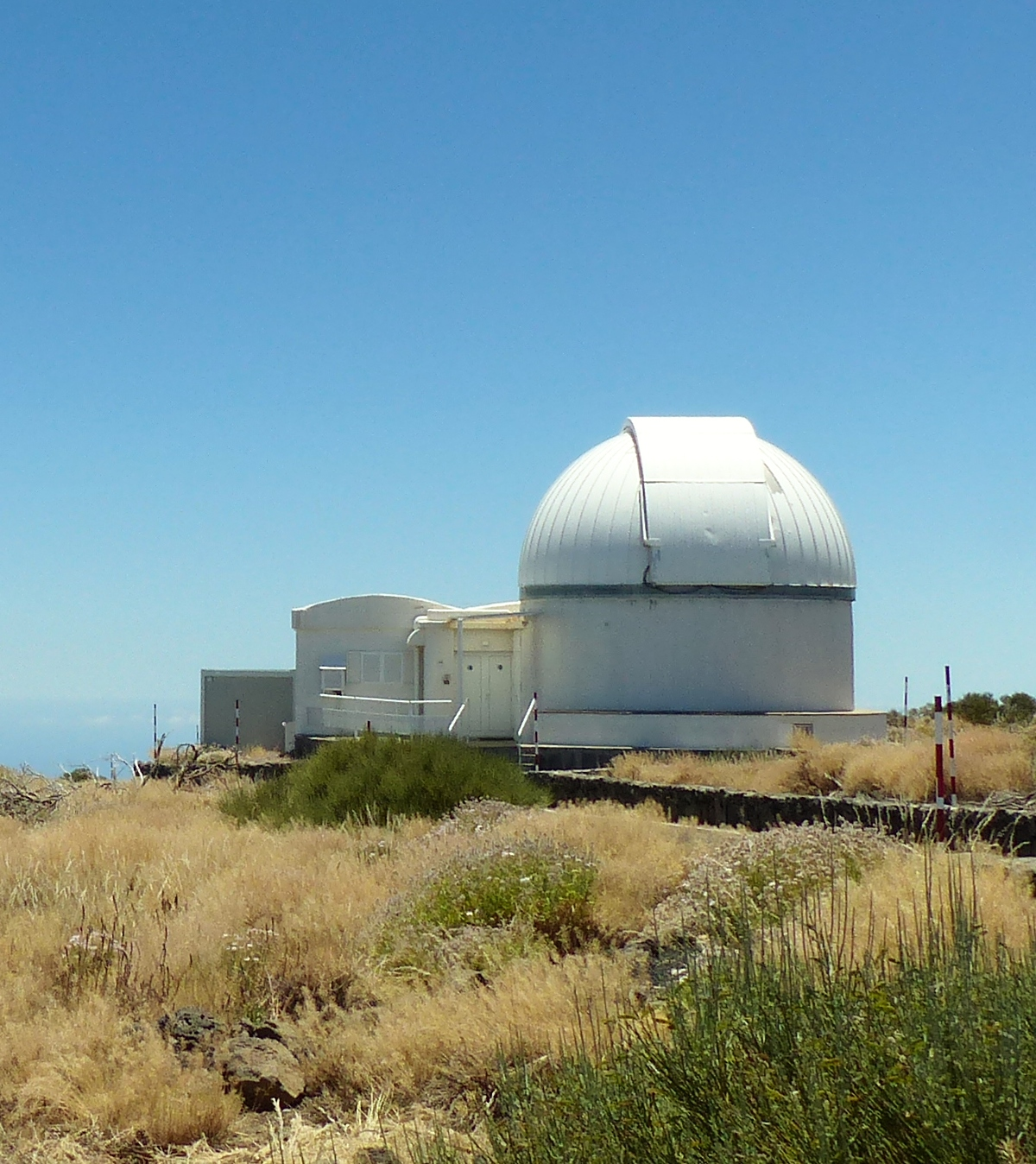
Cupola del telescopio Carlos Sanchez
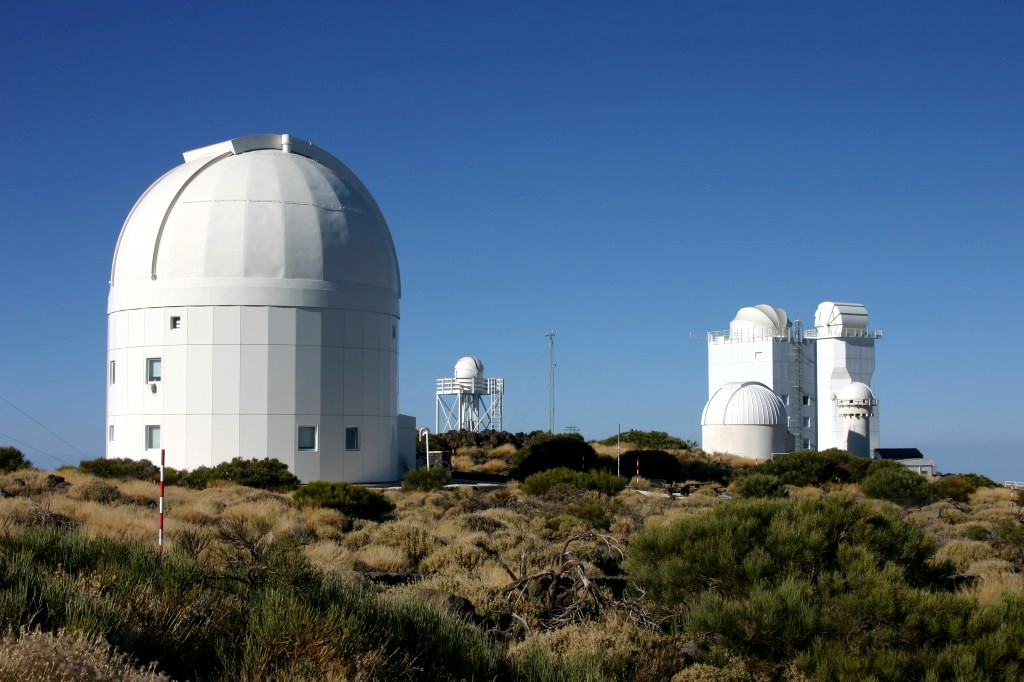
Optical Ground Station
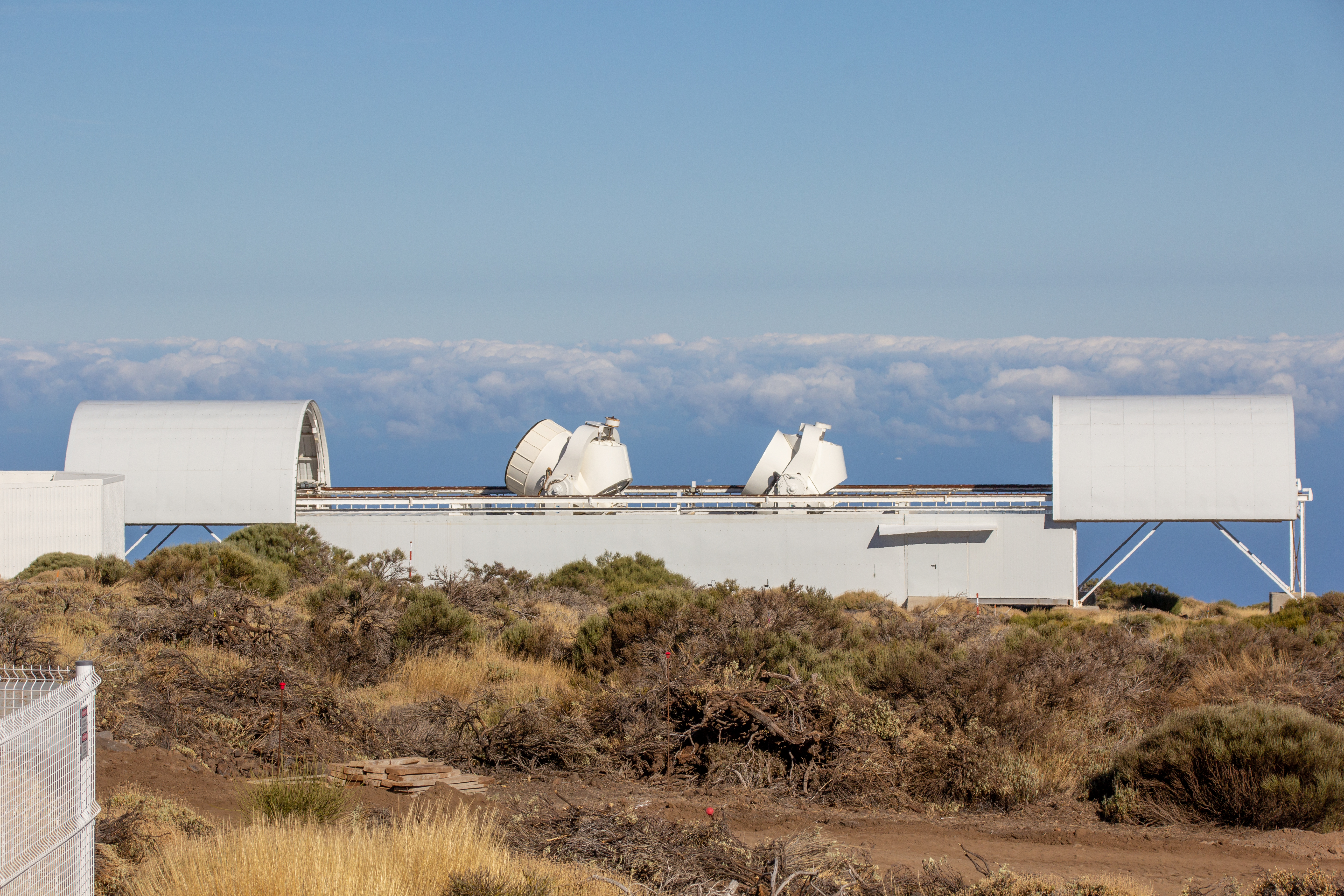
Telescopi QUIJOTE

## Curiosità
- Da quest'osservatorio si è scoperto che il Sole pulsa e con una propria frequenza di circa 5 minuti.
- Nel 1995 il telescopio IAC-80 ha scoperto la prima nana bruna, denominata Teide 1.
- È possibile visitare l'osservatorio con visite guidate per diversi giorni a settimana.[3]